# Stanisław Blok
Stanisław Józef Blok (ur. 15 kwietnia 1916 w Wejherowie, zm. 17 września 1994 w South Ascot) – kapitan pilot Polskich Sił Powietrznych w Wielkiej Brytanii, kawaler Orderu Virtuti Militari, as myśliwski w II wojnie światowej.

## Życiorys
Jego przodkowie przybyli do Gdańska z Flandrii. Jego ojciec Franciszek zmarł w 1927. Miał ośmioro starszego rodzeństwa. Od 30 września 1938 odbywał szkolenie unitarne w Dywizyjnym Kursie Podchorążych Rezerwy 16 DP przy 65 pułku piechoty w Grudziądzu. 3 stycznia 1939 rozpoczął naukę w Szkole Podchorążych Lotnictwa – Grupa Liniowa w Dęblinie (niedoszła XIV promocja). Od 1 lipca uczestniczył w intensywnym szkoleniu na myśliwcach PWS-10 i PZL P.7 .
W kampanii wrześniowej 1939 walczył w lotnictwie jako kierowca. Następnie poprzez Rumunię oraz Iran został ewakuowany do Wielkiej Brytanii. Dotarł tam w lutym 1940 roku ale odmówił złożenia przysięgi na wierność królowi brytyjskiemu i został odesłany do Francji. Po upadku Francji ponownie przedostał się do Wielkiej Brytanii. Wstąpił do Polskich Sił Powietrznych, otrzymał numer służbowy RAF P-1681. Po przejściu szkolenia w 55 Operational Training Unit w zakresie pilotażu, w stopniu sierżanta, rozpoczął służbę w dywizjonie 56. W czerwcu 1941 roku został przeniesiony do dywizjonu 315. 19 sierpnia 1941 roku odnosi swoje pierwsze zwycięstwo powietrzne. Na południowy zachód od Dunkierki Blok zestrzeliwuje niemiecki samolot Me 109E. Kolejne zwycięstwo odniósł 21 września w okolicach Fruges zestrzelił drugiego Me 109 oraz jednego uszkodził. W tym samym roku zostaje promowany na podporucznika.
Od marca do lipca 1942 roku służył w dywizjonach 164 i 603, do dywizjonu 315 powrócił w lipcu 1942. Od września 1942 roku służył w brytyjskich dywizjonach 164 i 505. W grudniu powrócił do dywizjonu 315 i służył w nim do grudnia 1943 roku. Następnie do stycznia 1944 roku, w ramach przerwy w lotach operacyjnych, pełnił służbę na lotniskach w Northolt i Echelon. Od marca do czerwca tego samego roku pełnił służbę przy 84. Grupie Myśliwskiej. W czerwcu 1944 powrócił do służby w dywizjonie 315, otrzymał awans na stopień kapitana i pełnił funkcję dowódcy eskadry. Do końca wojny odniósł 5 potwierdzonych oraz jedno prawdopodobne zwycięstwo nad samolotami wroga, 2 lub 3 uszkodził oraz zestrzelił 1 pocisk V1. W maju 1945 roku został przeniesiony na stanowisko oficera kontroli lotów w Polskiej Bazie Myśliwskiej w Colisthall.
Po zakończeniu działań wojennych nie zdecydował się na powrót do Polski, pozostał na emigracji i mieszkał w Liddell. Zmarł 17 września 1994 roku w South Ascot, został pochowany na cmentarzu Easthampstead Park Cemetery and Crematorium.
Na liście Bajana zajmuje 38 pozycję.

## Ordery i odznaczenia
- Krzyż Srebrny Orderu Virtuti Militari nr 8404 – 25 sierpnia 1943
- Krzyż Walecznych – trzykrotnie
- Medal Lotniczy – czterokrotnie
- brytyjski Distinguished Flying Cross – 5 czerwca 1944